# Stedocys amamiensis
Espèce
Stedocys amamiensis est une espèce d'araignées aranéomorphes de la famille des Scytodidae.

## Distribution
Cette espèce est endémique d'Amami Ō-shima dans l'archipel Nansei au Japon.

## Description
Le mâle holotype mesure 8,15 mm et la femelle paratype 9,45 mm.

## Étymologie
Son nom d'espèce, composé de amami et du suffixe latin -ensis, « qui vit dans, qui habite », lui a été donné en référence au lieu de sa découverte, Amami Ō-shima.

## Publication originale
- Suguro, 2019 : A new species of the genus Stedocys (Araneae: Scytodidae), from Japan. Acta Arachnologica, vol. 68, no 1, p. 15-18.